# Custom Coasters International
Custom Coasters International (CCI) war ein Holzachterbahn-Hersteller. Nach der Gründung von Denise Dinn Larrick (Tochter des Achterbahndesigners Charles Dinn, Gründer der Dinn Corporation) und Randy Larrick im Jahre 1991 entwarf Custom Coasters International 34 Holzachterbahnen, von denen einige heutzutage immer noch sehr hoch bewertet werden. CCI-Achterbahnen sind für ihre Schnelligkeit und dynamische Leistung bekannt.
CCI meldete im Jahr 2002, während des Baues vom New Mexico Rattler im Cliff’s Amusement Park, Insolvenz an. Danach wurde die nur halbfertige Achterbahn übergeben, und der Park musste die Bahn selbständig zu Ende bauen. Die Gründerin Denise Larrick ging zu S&S Sport, um dort eine Holzachterbahn-Abteilung zu gründen, während die vier übrigen Designer (Larry Bill, Chad Miller, Korey Kiepert und Michael Graham) im Jahre 2002 die Firma The Gravity Group gründeten. Die anderen Achterbahndesigner Dennis McNulty und Mike Boodley verließen CCI, bevor das Unternehmen in Konkurs ging. Boodley gründete danach zusammen mit Clair Hain die Firma Great Coasters International.

## Liste der CCI-Achterbahnen

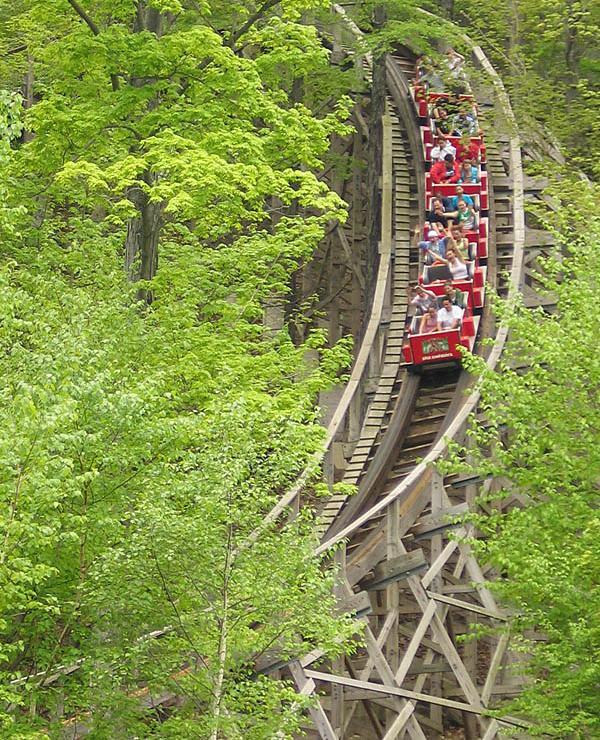
Boulder Dash in Lake Compounce

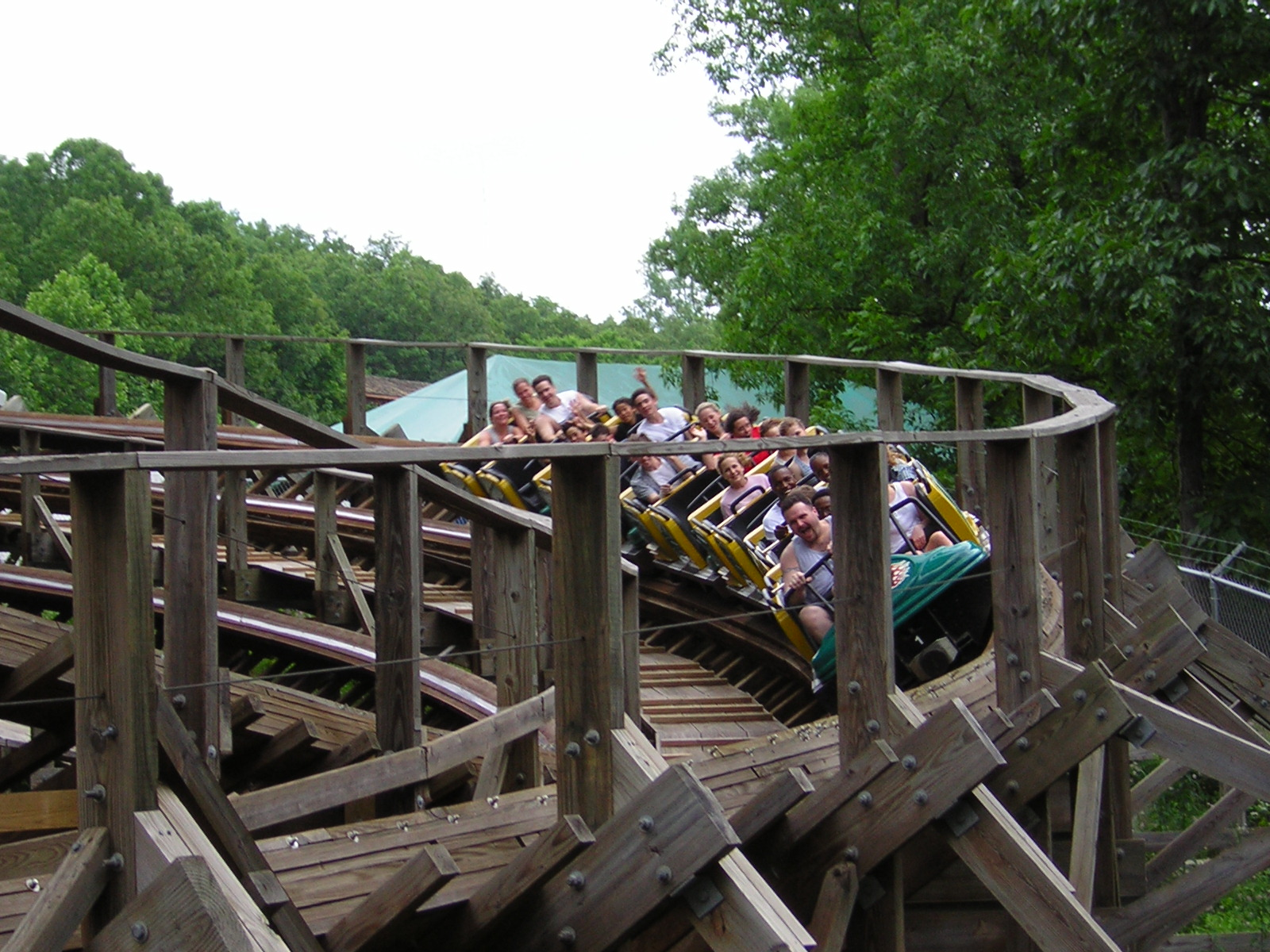
Boss in Six Flags St. Louis

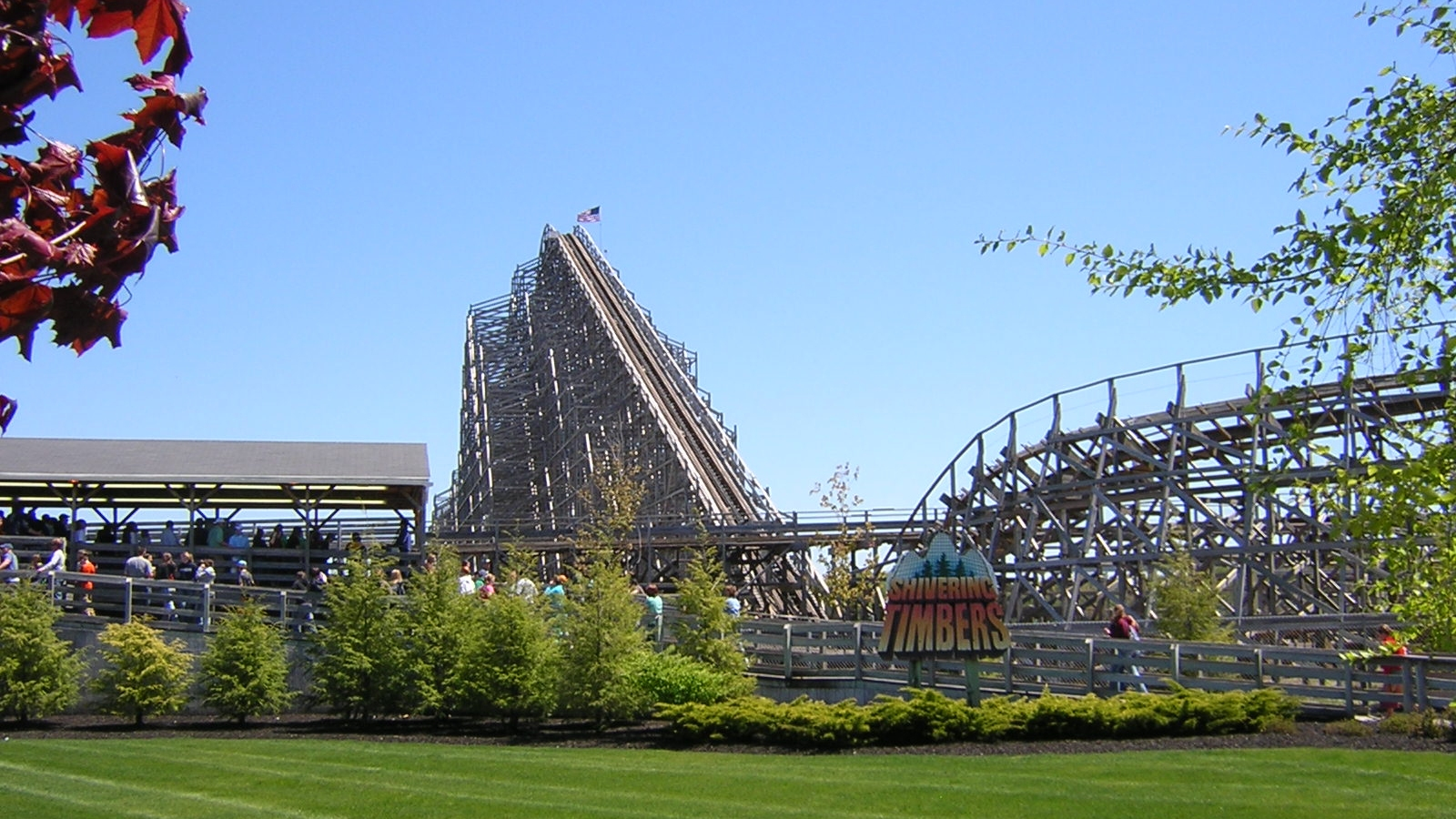
Shivering Timbers in Michigan’s Adventure

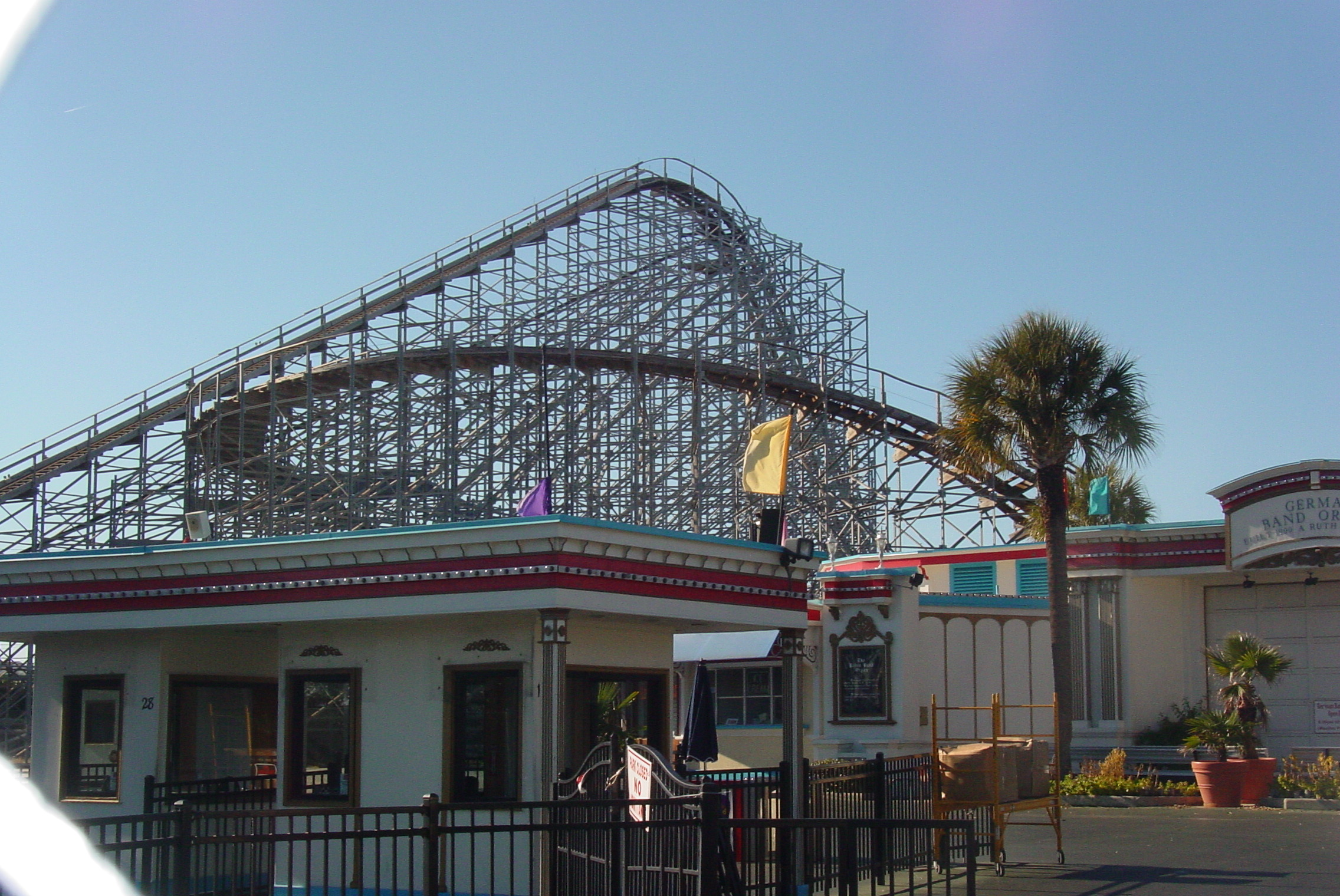
Hurricane im Myrtle Beach Pavilion

Während seines Bestehens baute das Unternehmen Custom Coaster International 34 Holzachterbahnen. Im Jahre 2012 waren 29 Bahnen im Betrieb, drei Bahnen nicht mehr im Betrieb, aber nicht abgerissen, und zwei Bahnen wurden abgerissen.
| Name                                  | Park                             | Land                   | Eröffnung          | Status                 |
| ------------------------------------- | -------------------------------- | ---------------------- | ------------------ | ---------------------- |
| Kingdom Coaster Formal: Sky Princess  | Dutch Wonderland                 | USA                    | 1992               | In Betrieb             |
| Outlaw                                | Adventureland                    | USA                    | 24. April 1993     | In Betrieb             |
| Hoosier Hurricane                     | Indiana Beach                    | USA                    | 27. Mai 1994       | In Betrieb             |
| Zach’s Zoomer                         | Michigan’s Adventure             | USA                    | 22. Juli 1994      | In Betrieb             |
| Cannonball Run                        | Waterville USA                   | USA                    | 1995               | In Betrieb             |
| Cyclops                               | Mount Olympus Water & Theme Park | USA                    | 1995               | In Betrieb             |
| The Raven                             | Holiday World                    | USA                    | 6. Mai 1995        | In Betrieb             |
| The Great White                       | Morey’s Piers                    | USA                    | 1996               | In Betrieb             |
| Megafobia                             | Oakwood Theme Park               | Vereinigtes Königreich | 1996               | In Betrieb             |
| Pegasus                               | Mount Olympus Water & Theme Park | USA                    | 1996               | In Betrieb             |
| Timber Terror Formal: Grizzly         | Silverwood Theme Park            | USA                    | 1996               | In Betrieb             |
| Underground                           | Adventureland (Iowa)             | USA                    | 1996               | In Betrieb             |
| Tonnerre de Zeus                      | Parc Astérix                     | Frankreich             | 1997               | In Betrieb             |
| Stampida                              | PortAventura                     | Spanien                | 27. März 1997      | In Betrieb             |
| Tomahawk                              | PortAventura                     | Spanien                | 17. März 1997      | In Betrieb             |
| Zeus                                  | Mount Olympus Water & Theme Park | USA                    | 7. Juni 1997       | In Betrieb             |
| Shivering Timbers                     | Michigan’s Adventure             | USA                    | 23. Mai 1998       | In Betrieb             |
| Rampage                               | Alabama Adventure                | USA                    | 23. Mai 1998       | geschlossen Seit: 2011 |
| Excalibur                             | Funtown Splashtown USA           | USA                    | 5. Juni 1998       | In Betrieb             |
| Twisted Twins Formal: Twisted Sisters | Kentucky Kingdom                 | USA                    | 20. Juni 1998      | geschlossen Seit: 2007 |
| GhostRider                            | Knott’s Berry Farm               | USA                    | 8. Dezember 1998   | In Betrieb             |
| Silver Comet                          | Martin’s Fantasy Island          | USA                    | 1. Mai 1999        | In Betrieb             |
| Tremors                               | Silverwood Theme Park            | USA                    | 15. Mai 1999       | In Betrieb             |
| The Boss                              | Six Flags St. Louis              | USA                    | 29. April 2000     | In Betrieb             |
| Villain                               | Geauga Lake                      | USA                    | 5. Mai 2000        | abgerissen 2007        |
| Hurricane: Category 5                 | Myrtle Beach Pavilion            | USA                    | 6. Mai 2000        | abgerissen 2006        |
| The Legend                            | Holiday World                    | USA                    | 6. Mai 2000        | In Betrieb             |
| Mega Zeph                             | Six Flags New Orleans            | USA                    | 20. Mai 2000       | geschlossen Seit: 2005 |
| Boulder Dash                          | Lake Compounce                   | USA                    | 21. Mai 2000       | In Betrieb             |
| Medusa                                | Six Flags Mexico                 | Mexiko                 | 2. Juni 2000       | Im Umbau               |
| Cornball Express                      | Indiana Beach                    | USA                    | 18. Mai 2001       | In Betrieb             |
| Cheetah                               | Wild Adventures                  | USA                    | 16. Juni 2001      | In Betrieb             |
| Lost Coaster of Superstition Mountain | Indiana Beach                    | USA                    | 8. Juni 2002       | In Betrieb             |
| New Mexico Rattler                    | Cliffºs Amusement Park           | USA                    | 28. September 2002 | In Betrieb             |